# Placilla (Chile)
Placilla ist eine Stadt und Gemeinde in der Provinz Colchagua in der Región del Libertador General Bernardo O’Higgins in Chile. Bei der Volkszählung im Jahr 2017 hatte sie 8738 Einwohner.

## Geografie
Placilla liegt im Becken und Südufer des Flusses Tinguiririca. Die Gemeinde grenzt im Norden an San Vicente de Tagua Tagua, im Süden an Chimbarongo, im Osten an San Fernando und im Westen an Nancagua. Die Gemeinde erstreckt sich über eine Fläche von 145,76 km². Davon befinden sich 98,3 % auf dem ländlichen Gebiet und die restlichen 1,7 % auf dem städtischen Gebiet, was 2,6 % der Fläche der Provinz Colchagua und 0,89 % der Región del Libertador General Bernardo O’Higgins entspricht.

## Geschichte
Die erste Erwähnung von Placilla findet sich in der Volkszählung im Jahr 1787 anlässlich der Aufteilung von Colchagua. Am 22. Dezember 1891 wurde das Dekret Nr. 2.297 über die Gründung von Gemeinden ausgearbeitet. Durch diesen Verwaltungsakt wurde die Gemeinde Placilla am 6. Mai 1894 gegründet und unter anderem als Ersatz für die alten Unterdelegationen geschaffen. Ihr erster Bürgermeister war José María Mujica.
In der Zeit zwischen 1891 und 1925 änderten verschiedene Regierungsakte die politisch-administrative Aufteilung der Provinz Colchagua. Für die Volkszählung von 1920 wurde die Gemeinde Placilla innerhalb dieser Provinz im Departement San Fernando definiert. Nach den 1930er Jahren war Placilla keine Gemeinde mehr und wurde Teil von San Fernando und Nancagua. Im September 1934 wurde ein Gesetz verabschiedet, das Placilla wieder zur Gemeinde machte.

## Bevölkerung
Laut der Volkszählung des Nationalen Statistikinstituts von 2002 hatte Placilla 8078 Einwohner (4134 Männer und 3944 Frauen). Von diesen lebten 2114 (26,2 %) in städtischen Gebieten und 5964 (73,8 %) in ländlichen Gebieten. Die Bevölkerung wuchs zwischen den Volkszählungen von 1992 und 2002 um 3,6 % (279 Personen). Im Jahr 2017 zählte man 8738 Personen.

## Verwaltungsgliederung
Die Gemeinde Placilla ist in 12 verschiedene Sektoren unterteilt:
- Placilla urbano
- Placilla rural
- San José de Peñuelas
- Rinconada de Manantiales
- San Luis de Manantiales
- Villa Alegre
- Taulemu
- La Tuna
- La Dehesa
- El Camarón
- Chacarillas
- Arica y Lo Moscoso